# Воццек & воццекургія
«Воццек & воццекургія»  — роман українського письменника Юрка Іздрика, вперше вийшов 1997 року у видавництві «Лілея-НВ», 2002 року перевиданий у видавництві «Кальварія».
|  | «Воццек», безперечно, належить до найпомітніших творів української прози 90-х років. «Воццек» так само показує, що про Іздрика треба говорити не лише в контексті української літератури, а в контексті Кафки і Музіля, Кундери й Боргеса, європейських традицій та інтелектуальних шукань у двадцятому столітті. «Воццек» — роман для літературних ґурманів. |

|  | Дуже приємне враження справив «Воццек» Юрка Іздрика в плані прописаності. Стилістично у нього немає недольотів: це абсолютно зрілий письменник великої душевної розкутості і здатності моделювати світ на свій розсуд — не за якоюсь парадигмою, а варіативно. |

|  | Роман Юрія Іздрика імпонує сміливістю уяви та конструкції, виразно засвідчуючи артистичне пожвавлення, притаманне сьогоднішній українській літературі. |

|  | …«Воццек» (не за Бюхнером, та навіть не за Альбаном Берґом, а таки за Іздриком) — химерне і напрочуд цілісне плетиво з фізичного болю, безсонних сновидінь, ненависті, котру за ступенем чистоти я б наважився назвати «святою», пародійного жонґлювання цитатами, сюжетами, прийомами, способами мовлення — усього цього (перепрошую) «постмодернізму», який насправді виявляється чимось межовим, крайнім, остаточним. |

| книги | Це незавершена стаття про книгу. Ви можете допомогти проєкту, виправивши або дописавши її. |